# 舞林爭霸
《舞林爭霸》（原名：So You Think You Can Dance）是由美國福克斯電視網製作的真人秀節目。
本節目號稱「美國偶像舞蹈版」，於2005年7月20日展開全美選拔賽。節目由《美國偶像》的製作人Simon Fuller以及Nigel Lythgoe創立，並由19 Entertainment及Dick Clark Productions製作播出。
由評審於全美各地評選出前20強（男女各10人）的參賽選手，在節目中角逐「全美最受歡迎舞者（America's favorite dancer）」的頭銜。無論是無名小卒還是世界舞王，每位參賽者都要努力通過每輪的競賽，適應各式各樣的舞蹈類型，更要與其他選手合作來提昇自己的能力，以获得观众和评委的青睐。
《舞林爭霸》在美國各主要大城進行海選，尋找各個領域的潛力舞者(社交舞、嘻哈、街舞、現代舞、芭蕾等)，每位舞者都有機會贏得冠軍頭銜，在過去幾屆中獲勝者除了可得到25萬美元的獎勵外，第二季的冠軍亦獲得席琳·狄翁（Celine Dion）在“拉斯维加斯秀”的伴舞機會、而第四季的冠軍獲得電影舞力全開3D（Step up:3D）的演出機會。

## 節目形式
舞者透過各地的選拔會争取前往复试地拉斯維加斯的機票。在第一季中，50名進入拉斯維加斯的舞者被分成多个小組，在一個星期內與五位不同的編舞者學習各式舞種，由編舞者選出16強(Top 16)進入節目，並以男女搭配的形式來挑戰。自第二季後，除了更多的舞者進入拉斯維加斯外，評委會選出了20強(Top 20)選手來爭冠。此外，不同於第一季選手每週會交換舞伴，第二季後20强的參賽者，會固定配對至十强後，才換舞伴。
該節目每週播出二日，當天舞者成果表演播出後，開放觀眾電話投票兩個小時，隔天節目即宣佈被淘汰的一男一女。在二十强晋級十强期間，各对都是通過固定配對表演的方式来展示舞技，得票數最低的三對落入「末三名（Bottom 3）」，每位舞者必須表演獨舞來獲得評委的青睞，求得下輪競賽的機會。Top 10後，參賽者除了配對舞蹈外，皆有各自的獨舞表演，此時觀眾可為單一舞者投票支持，且淘汰完全是由觀眾的票數決定，評委则无决定权。
當節目進行到四强赛，即剩下2男2女時，将不限性別配對。會有同性搭配表演，4位舞者皆會混搭。而在最後一集，節目會邀請二十强選手回歸，並由各評委選出當季他們最喜歡的舞蹈并請他們再進行表演。

## 赛况
| 季 | 年度        | 冠軍                              | 决賽選手†                         | 决賽選手†                      | 决賽選手†                      | 主持人         | 評委                                     |
| -- | ----------- | --------------------------------- | --------------------------------- | ------------------------------ | ------------------------------ | -------------- | ---------------------------------------- |
| 1  | 2005        | Nick Lazzarini (爵士舞)           | Melody Lacayanga (爵士舞)         | Jamile McGee (嘻哈)            | Ashlé Dawson (現代舞)          | Lauren Sánchez | Nigel Lythgoe 嘉宾主持                   |
| 2  | 2006        | Benji Schwimmer‡ (拉丁/搖擺)      | Travis Wall (現代舞)              | Donyelle Jones‡ (嘻哈)         | Heidi Groskreutz (拉丁/搖擺)   | Cat Deeley     | Nigel Lythgoe 嘉宾主持                   |
| 3  | 2007        | Sabra Johnson (現代舞)            | Danny Tidwell (古典式)            | Neil Haskell (現代舞)          | Lacey Schwimmer‡ (拉丁/搖擺)   | Cat Deeley     | Nigel Lythgoe Mary Murphy 嘉宾主持       |
| 4  | 2008        | Joshua Allen‡ (機械舞/嘻哈)       | Stephen "Twitch" Boss (街舞/嘻哈) | Katee Shean‡ (現代舞)          | Courtney Galiano (現代舞)      | Cat Deeley     | Nigel Lythgoe Mary Murphy 嘉宾主持       |
| 5  | 2009 (夏)   | Jeanine Mason (現代舞)            | Brandon Bryant (現代舞)           | Evan Kasprzak‡ (百老匯)        | Kayla Radomski (爵士舞/現代舞) | Cat Deeley     | Nigel Lythgoe Mary Murphy 嘉宾主持       |
| 6  | 2009 (秋)   | Russell Ferguson (小丑舞)         | Jakob Karr‡ (現代舞)              | Kathryn McCormick (現代舞)     | Ellenore Scott (爵士舞)        | Cat Deeley     | Nigel Lythgoe Mary Murphy Adam Shankman  |
| 7  | 2010 （夏） | Lauren Froderman（现代舞/爵士舞） | Kent Boyd1（现代舞）              | Robert Roldan（现代舞/爵士舞） | -                              | Cat Deeley     | Nigel Lythgoe Mia Michaels Adam Shankman |

† 在第一季，製作方公布了决賽選手的詳細得票率，因此各選手按照得票多寡進行排位。自第二季開始，只公布冠軍得主，因此表格中的排位是根據節目中宣布淘汰的順序，幷非他們的實際排名。第四季中，由于Katee Shean獲得「全美最受歡迎女舞者」頭銜，因此可以確定她的得票高于Courtney Galiano。
‡ 這些選手在參賽期間從未掉入墊底的「末三名」組合或者「末四位」舞者。

### 第一季
第一季的主持人是Lauren Sanchez。
决賽於2005年10月5日播出。Nick Lazzarini以超過37.6%的得票率成爲首届冠軍，得到10萬美元獎金，以及擁有紐約中央公園絕佳視野的一套公寓一年的使用權。Melody Lacayanga獲得第二名。

### 第二季
本季節目於2006年5月12日首播，引領觀衆一路觀賞各地海選。新一任主持人由Cat Deeley擔任。20强選手於6月8日公布，而冠軍於2006年8月16日産生，Benji Schwimmer贏得新一届「全美最受歡迎舞者」頭銜，有超過1千6百萬觀衆投票。Travis Wall爲亞軍。
原本Schwimmer幾乎沒擠進20强。作爲第一順位的後備人員，萬一正選的十位男選手中有人發生無法預計的問題導致不能參加錄影，他才能參賽。結果確實出現意外，原20强的男舞者 Hokuto "Hok" Konishi 出現簽證問題，無法赶在競賽單元第一集錄影前處理完畢，于是Schwimmer替補上場，由此一路以精湛舞藝帶給評委諸多驚喜，並最終一舉奪冠。
較之第一季，本季節目有若干改變。包括加入了更多的舞蹈類型，冠軍的獎品除了10萬美元，還增加一輛轎車，以及參加席琳·狄翁的拉斯維加斯秀一年的合約。

### 第三季
第三季的海選於2006年10月初在紐約、芝加哥、洛杉磯和亞特蘭大舉行。節目首播於2007年5月24日，前期爲錄播，後12周為直播。Cat Deeley繼續擔任主持，Nigel Lythgoe也仍然擔任常任評委。從本次開始，Mary Murphy亦成爲評委席上的常客，電視指南（TV Guide）率先於2007年3月8日報道了這一消息。第三季的冠軍獎金增加到25萬美元，最終由Sabra Johnson奪得，Danny Tidwell獲得亞軍。這是獲得「全美最受歡迎舞者」頭銜的第一位女性舞者。

### 第四季
第四季的海選開始於2008年1月17日，到3月下旬爲止，在達拉斯、查爾斯頓、鹽湖城、華盛頓特區、洛杉磯和密爾沃基等地舉行6場。本季節目首播於2008年5月22日。主持人Cat Deeley、常任評委Nigel Lythgoe和Mary Murphy繼續擔任原職。本季加入了新的舞蹈類型：寶萊塢舞蹈，編舞也有新人加入：嘻哈舞指導Tabitha和Napoleon夫婦。冠軍獎品除了獎金25萬美元，「全美最受歡迎舞者」頭銜之外，還獲得在電影《舞力全開3D》（Step up:3D）的表演機會。總决賽後，觀衆票選的第一名爲Joshua Allen，而Katee Shean作爲女舞者的第一名獲得了5萬美元的額外獎金。

### 第五季
第五季的海選城市爲紐約、邁阿密、洛杉磯、丹佛、孟菲斯和西雅圖。
本季首映日爲2009年5月21日，20强選手於6月5日公布。本季新加入的編舞包括Louis van Amstel（社交舞）和Thordal Christensen（古典芭蕾），而古典芭蕾雙人舞也首次出現在本節目的舞臺上。群舞中首度出現了非洲舞蹈。嘻哈舞編舞Shane Sparks也離開了《America's Best Dance Crew》節目重歸《舞林爭霸》。第五季的冠軍為Jeanine Mason，Brandon Bryant取得亞軍。

### 第六季
這將是本節目首次在一年之內播放兩季，並第一次出現秋季檔。
第六季海選城市包括波士頓、亞特蘭大、洛杉磯、紐奧良、鳳凰城和鹽湖城。
福克斯於美國東部時間2009年9月2日播出了一期特別節目，內容為過去五季的舞蹈精選集。而第六季的正式首播日期爲2009年9月9日。
Adam Shankman從此季開始成為常任評委。最受歡迎的編舞之一Mia Michaels則離開了編舞行列。本季首次有六名選手進入決賽，其中包括Ashleigh Di Lello和Ryan Di Lello這對節目中首次出現的夫妻檔組合。總決賽后，票選冠軍由節目中首次出現的小丑舞舞者Russell Ferguson獲得，現代舞舞者Jakob Karr摘得亞軍頭銜。

### 第七季
第三季的海選於2010年3月10開始在達拉斯、納什維爾、芝加哥和邁阿密舉行
本季首映日爲2010年5月27日.本季的特色在於，只有10名選手能夠出現在電視節目中（最終入圍的有11位），每期節目選手將抽籤與往屆的明星選手配對完成表演，賽後依據觀眾投票淘汰一人。

## 特別節目
2009年9月2日播放了一期特別節目，是從過去五季中精選出來的15支舞蹈。在節目的最後，製作者和常任評委Nigel Lythgoe公佈了他個人的最愛，一支由Tyce Diorio編舞，Melissa Sandvig和Ade Obayomi表演的現代舞，舞蹈表現乳腺癌患者們如何與病魔抗爭。